# Démosthènes Pétrus Calixte
Démosthènes Pétrus Calixte (* circa 1899; † unbekannt) war ein haitianischer Politiker und Diplomat, ferner als Offizier Kommandeur der Gendarmerie d’Haïti.

## Leben
Calixte trat 1915 als Gefreiter in die Gendarmerie d’Haïti ein und stieg bis zum Rang eines Majors auf. Während seiner militärischen Laufbahn wurde er bei dem United States Marine Corps ausgebildet. Als Major überließen ihm die Vereinigten Staaten im Dezember 1930 im Rahmen der Haitianisierung der Gendarmerie eine der fünf Militärabteilungen der Truppe zur Vorbereitung der Beendigung der Besetzung Haitis. Am 1. August 1934 erhielt Calixte, der inzwischen Oberst war, das Kommando über die gesamte Gendarmerie.
Nach dem sogenannten Petersilienmassaker von 1937 wurde Calixte fälschlicherweise in ein Komplott zum Sturz von Präsident Sténio Vincent verwickelt, da viele Offiziere mit der offiziellen haitianischen Reaktion auf das Massaker nicht einverstanden waren und Vincent durch Calixte ersetzen wollten. Dies führte dazu, dass Calixte 1938 von Vincent entlassen und durch Jules André ersetzt wurde. Weniger als ein Jahr später floh Calixte nach Frankreich und lebte anschließend in der Dominikanischen Republik.
In der Dominikanischen Republik baute er eine enge Beziehung zu deren Präsidenten Rafael Trujillo auf. Im Jahr 1940 versuchte Calixte, sich als Vertrauter Trujillos einen Platz in der Regierung von Élie Lescot zu sichern. Trujillos Ziel war es dabei, die sich in die haitianische Politik einzumischen. Nach dem Militärputsch von Franck Lavaud im Januar 1946 beendete Trujillo seine Versuche der Einflussnahme und damit seine Unterstützung für Calixte.
Zurück in Haiti erwarb Calixte die Unterstützung durch die politisch einflussreiche Bewegung ländlicher Arbeiter (Mouvement Ouvriers et Paysans; MOP) und wurde im Jahr 1946 dessen Kandidat für die Präsidentschaft Haitis. Er ersetzte damit Daniel Fignolé, der als zu polarisierend angesehen wurde. Die starke Persönlichkeit von Calixte gab ihm den entscheidenden Vorsprung im Rennen um die Nominierung durch die MOP gegenüber François Duvalier. Linke Gruppen erinnerten jedoch an Calixtes Verstrickungen mit den US-Marines, dem ehemaligen Präsidenten Sténio Vincent und dem dominikanischen Präsidenten Trujillo. Letztendlich konnte Calixte bei der Wahl in der Nationalversammlung nur sechs Stimmen für sich verbuchen, während Dumarsais Estimé mit 25 Stimmen gewählt wurde.
Nach der Wahl von Estimé bat Calixte aus Sorge, inhaftiert zu werden, den US-Botschafter in Haiti um Schutz. Er erklärte ferner öffentlich, dass nunmehr Estimé unterstütze, da dieser ein „persönlicher Freund“ sei. Präsident Estimé ernannte Calixte daraufhin zum Generalinspekteur der diplomatischen Vertretungen Haitis in Europa. Calixte zog nach Paris. Im Jahr 1952 war Calixte Botschafter in Spanien.